# Altes Rathaus Diepholz
Das Alte Rathaus Diepholz in Diepholz, Lange Straße 12, Ecke Wellestraße, stammt vom Anfang des 20. Jahrhunderts.
Aktuell (2023) wird es als Veranstaltungs- und Bildungseinrichtung sowie als Gaststätte genutzt.
Das Gebäude steht unter Denkmalschutz (siehe auch Liste der Baudenkmale in Diepholz).

## Geschichte und Beschreibung
Für ein wohl 1789 errichtetes älteres Rathaus entstand 1904/05 ein Neubau. Das dreigeschossige verklinkerte historisierende Eckgebäude mit Walm- und Satteldach, seitlichem Giebelrisalit, Segment- und Rundbogenöffnungen, profilierten Holzfenstern, Trauffries, Geschossgesimsen, Erker und Balkonen sowie schlankem Eckturm mit hohem Helm und großem Tor für die Durchfahrt der Pferdefuhrwerke diente bis 1985 als Rathaus.
Bis 1927 wurde es als Postamt mit angegliedertem Rathaus genutzt zusammen mit der Ortspolizei und zwei Arrestzellen. Heute finden hier Kunstausstellungen und Veranstaltungen (Alter Ratssaal) statt. Im Obergeschoss war auch bis 2011 das Europainformationszentrum (Europe direct) des Landkreises untergebracht.
Das Landesdenkmalamt befand: „…  geschichtliche Bedeutung im Rahmen der Ortsgeschichte von Diepholz …“
Das neue Rathaus der Stadt Diepholz von 1985 steht am Rathausmarkt 1.